# Apanthuroides coralliophilus
Apanthuroides coralliophilus is een pissebed uit de familie Anthuridae. De wetenschappelijke naam van de soort is voor het eerst geldig gepubliceerd in 1993 door Müller.